# Gerald Davies
Sir Thomas Gerald Reames Davies CBE (* 7. Februar 1945 in Llansaint, Carmarthenshire) ist ein ehemaliger walisischer Rugby-Union-Spieler, der auf den Positionen Außendreiviertel und Innendreiviertel spielte. 
Davies gab sein Nationalmannschaftsdebüt 1966 gegen Australien als Innendreiviertel. 1968 wurde er erstmals für eine Tour der British and Irish Lions eingeladen. Er kam in einem Spiel zum Einsatz, bevor er sich verletzte und wieder nach Hause reisen musste.
Ein wichtiger Moment in der Karriere von Gerald Davies folgte 1969 auf einer Tour der Waliser nach Australien und Neuseeland. Die gesetzten Außendreiviertel hatten sich verletzt, sodass er auf dieser Position aushelfen musste. Gegen Australien legte er einen Versuch und spielte bis zu seinem Karriereende als Außendreiviertel.
1971 gelang Davies in der letzten Minute des Five-Nations-Spiels gegen die schottische Nationalmannschaft der entscheidende Versuch. Am Ende des Turniers sicherten sich die Waliser den Grand Slam. Im selben Jahr bestritt er auch seine zweite Lions-Tour. Die damalige Mannschaft der Lions gilt als einer der stärksten in der Geschichte und konnte als bislang einzige Auswahl eine Serie gegen Neuseeland gewinnen.
1978 beendete Davies seine Karriere. Er hat insgesamt 20 Versuche erzielt und gehört zu den bekanntesten Rugbyspielern seiner Zeit. 2009 fungierte er als team manager bei der Tour der British and Irish Lions nach Südafrika.
Davies wurde aufgrund seiner sportlichen Leistungen und seines Engagements für die Förderung von Kindern und Jugendlichen der Orden Commander of the British Empire verliehen. Er arbeitet als Experte für die BBC und The Times und war Vorsitzender der Wales Youth Agency. Er erhielt Ehrenstipendiate an den Universitäten in Lampeter, Aberystwyth und Cardiff. 1999 wurde er in die International Rugby Hall of Fame aufgenommen. 2025 wurde er zum Knight Bachelor ernannt.